# 大瀧森右エ門
大瀧 森右エ門（おおたき もりえもん、生没年不詳 ）は、江戸時代の大相撲の第3代大関。肥後国(熊本県)出身。秋津嶋部屋所属。
当初は秋津島浪右衛門の弟子と伝えられる。寛延年間に小結・関脇を務めた後、宝暦8年(1758年)3月場所、江戸で1場所だけ東大関を務めたが、その後は大坂相撲へと移り、大坂相撲では同年5月前頭筆頭に在位した。『すまふ評林』には銀将加格として「三山より落つる大瀧名ぞ響く」と詠まれている。

## 主な成績（江戸）
- 通算成績：不明（勝敗記録現存せず）

| 1758年 | 東大関 – | x |
| 各欄の数字は、「勝ち-負け-休場」を示す。 優勝 引退 休場 十両 幕下 三賞：敢=敢闘賞、殊=殊勲賞、技=技能賞 その他：★=金星 番付階級：幕内 - 十両 - 幕下 - 三段目 - 序二段 - 序ノ口 幕内序列：横綱 - 大関 - 関脇 - 小結 - 前頭（「#数字」は各位内の序列） |          |   |